# Narodna Partija
Narodna Partija (Folkpartiet) är ett politiskt parti i Ukraina. Partiets ledare är Volodymyr Lytvyn.
Ursprungligen hette partiet Ukrainas agrarparti och deltog i parlamentsvalet 2002, som del av valalliansen För ett enat Ukraina.
I valet den 26 mars 2006 var man en del av valkartellen Lytvyns folkallians och 2007 ingick man i det betydligt mer framgångsrika Lytvynblocket.